# Payton尚未
Payton尚未（又譯佩頓尚未）（日语：／ Peiton Naomi，2003年7月1日—），是日本埼玉縣出身的女性聲優、歌手、偶像。

## 簡歷
父親為來自的美國人，母親為日本人，還有一位弟弟。
曾在2020年10月13日至11月6日之間，以「御伽音伊芙」（御伽音イフ）名義活動，之後才改回來。
2020年12月14日，獲選為《Love Live! Superstar!!》平安名菫的聲優。
本身擁有全國第二的啦啦隊舞的實力。另外喜歡唱歌及動畫。

## 出演作品
※ 粗體字為主要角色

### 電視動畫
2021年
- Love Live! Superstar!!（平安名堇）

2022年
- Love Live! Superstar!!（第2期）（平安名堇）

2024年
- Love Live! Superstar!!（第3期）（平安名堇[6]）

### 遊戲
2020年
- BATON=RELAY（高橋京子[7]）

2021年
- Love Live! 學園偶像祭（2021年 - 2023年 平安名堇）

2022年
- Yggdra Resonance（アサギ）
- 怪物彈珠（2022年 - 2025年 奺特[8]、卡莉・宇迦[9]）

2023年
- Love Live! 學園偶像祭2（2023年 - 2024年 平安名堇[10]）

2024年
- 世界計畫 繽紛舞台！ feat.初音未來

## 外部連結
- ペイトン尚未 l ソニー・ミュージックアーティスツ （页面存档备份，存于）
- ペイトン尚未 l SMA VOICE （页面存档备份，存于）
- Payton尚未的X（前Twitter）
- Payton尚未的Instagram帳戶